# Gyula Alpári
Gyula Alpári (ou Julius Alpári), né le 19 janvier 1882 à Dunaföldvár et mort le 17 juillet 1944, assassiné dans le camp de concentration de Sachsenhausen, est un journaliste et un homme politique communiste hongrois. Il est un des membres fondateurs du Parti des communistes de Hongrie après 1918. 

## Biographie
Gyula Alpári (Mózes Adler) est né le 19 janvier 1882 à Dunaföldvár.
Il fait des études secondaires à Budapest (ou à Bratislava selon Le Maîtron) mais est exclu de son école avant de passer le baccalauréat en raison de ses activités politiques,. 
À partir de 1901, il rejoint les rangs du Parti social-démocrate et collabore à la revue Nepszava. En 1907, il milite dans une organisation socialiste à Budapest et devient le responsable de sa publication, Ifjù Proletàr (Le Jeune prolétaire). La même année, il participe au congrès de fondation de la Jeunesse socialiste internationale à Stuttgart,. 
Bien que soutenu par la minorité révolutionnaire et, notamment Lénine, Clara Zetkin et Rosa Luxembourg, Gyula Alpári est exclu du Parti social-démocrate de Hongrie en 1910,.  
Pendant la Première Guerre mondiale, Gyula Alpári passe vingt mois au front. A son retour, il travaille dans un journal bourgeois de langue allemande, le «Neues Politisches Volksblatt». 
En 1918, il cofonde le Parti des communistes de Hongrie.
Giulya Alpári est un des meneur de la révolution hongroise de 1919. Durant les quatre mois de la République soviétique hongroise, il est commissaire du peuple adjoint aux Affaires étrangères, chargé de la propagande auprès de Bela Kun,.
Après la chute de la République soviétique hongroise, il se réfugie en Tchécoslovaquie avec sa femme. Il vit alors dans la clandestinité das différents pays : Tchécoslovaquie, Allemagne, Autriche, Suisse, France, Italie, Belgique, Suède, et dans d'autres pays encore. Il fait plusieurs séjours en Union soviétique.
De 1921 à 1939, il est rédacteur en chef et directeur des publications du périodique de langue allemande InPreKorr ( Internationale Presse Korrespondenz ) du Komintern,,. Il collabore également à Kommunistische Internationale, Sarlo és Kalapacs, Uj Marcius et Proletár.
Il participe au Ve congrès de l’Internationale communiste en 1924 et à son 5e plénum élargi comme représentant du Parti communiste hongrois aux travaux du 12e plénum élargi en 1932. 
De 1925 à 1928, il appartient au comité central du Parti communiste de Hongrie,.
Gyula Alpári se rend aux Etats-Unis en 1927 pour diriger le soutien communiste lors du procès de Sacco et Vanzetti.
Fin 1932, il organise avec son collaborateur Aladar Komjat, le déménagement d’Inprekorr en Suisse. La revue Rundschau succède alors à InPreKorr, toujours avec Giula Alpári comme éditeur. Devant la pression de la police suisse, les rédacteurs s'installent à Paris en 1935 pour poursuivre leurs activités.
Après l'invasion de la France, par les nazis en 1940, il est arrêté par la Gestapo à Paris et emmené au camp de concentration de Sachsenhausen, où il est fusillé le 17 juillet 1944.

« Salue le parti en mon nom et dis que je suis resté fidèle jusqu'à ma mort. Lors de mon interrogatoire, je n'ai trahi personne,... Je meurs avec la foi inébranlable en la victoire de notre cause. »

Son épouse, Elisabeth Alpári, également membre de la rédaction de Rundschau, est déportée à Ravensbrück, certaines sources disent qu'elle aurait survécu à la guerre,.

## Notoriété
Une partie des archives de Gyula Alpári est conservé à la bibliothèque d'études sur l'histoire du mouvement ouvrier, et transférée en 2001 à la Bibliothèque centrale de Zurich.
La Hongrie émet un timbre poste à l'effigie de Gyula Alpári en 1982, à l'occasion du 100e anniversaire de sa naissance.

## Publication
- J. Alpari, Les masques sont tombés ! Trotsky et ses complices ne sont que des agents à la solde du fascisme., Paris, Bureau d'éditions, 1938, 35 p. (lire en ligne [PDF])